# Vincenzo Sicignano
Vincenzo Sicignano (Pompei, 8 luglio 1974) è un allenatore di calcio ed ex calciatore italiano, di ruolo portiere, preparatore dei portieri del Bologna.

## Carriera

### Giocatore

#### Club

##### Palermo
Già calciatore di ruolo portiere nelle giovanili del Palermo, la sua prima stagione da professionista è la stagione di Serie B 1993-1994, quando viene convocato (la sua unica convocazione di quell'anno) già alla prima partita utile di campionato, rimanendo però in panchina per tutta la durata del match, in Palermo-Fiorentina (0-3). Dall'annata successiva comincia, piano piano, a difendere stabilmente la porta della prima squadra rosanero, per le seguenti otto stagioni, tra Serie B (nel triennio 1994-1997 e nel biennio 2001-2003) e Serie C1 (nel quadriennio 1997-2001). Da quando comincia a prendere parte a delle gare ufficiali, ha modo di esordire anche in Coppa Italia Serie C e in Coppa Italia. Con i siciliani debutta anche nel play-off, nel 1998-1999, disputato contro il Savoia.
Alla sua centesima presenza in rosanero, in Palermo-Benevento (2-0) della sesta giornata della Serie C1 2000-2001, giocata l'8 ottobre 2000, ha parato un calcio di rigore a Sossio Aruta. Quel campionato terminerà con la promozione diretta del Palermo in Serie B (tramite il primo posto nel girone B), promozione della quale Sicignano è uno dei protagonisti.
Resta a Palermo anche per la stagione seguente e per l'annata 2002-2003, dove in quest'ultima i siciliani sono in lizza sino alla fine per la promozione in Serie A. 
In Sicilia ha collezionato complessivamente 211 presenze, così suddivise: 93 in Serie B, 89 in Serie C (più 2 nel succitato play-off di terza serie), 16 in Coppa Italia Serie C e 11 in Coppa Italia. 

##### Parma, Lecce, Chievo e Frosinone
Per la stagione 2003-2004 passò nel Parma, che lo acquistò per 500 000 euro. Qui debuttò nelle coppe europee e in Serie A contro il Milan (0-0 risultato finale), prima di passare al Lecce nel calciomercato del gennaio 2004. In giallorosso giocò per due campionati e mezzo da titolare. Nella stagione 2004-2005, nonostante le 71 reti subite, nella buona annata dei salentini guidati da Zdeněk Zeman si distinse per i numerosi rigori neutralizzati. Con i giallorossi disputò un'altra stagione in massima serie, la 2005-2006, terminata con la retrocessione in B dei pugliesi.
Nell'estate 2006 è acquistato dal Chievo, con cui esordisce in Champions League il 9 agosto 2006 in Levski Sofia-Chievo (2-0). Dopo la retrocessione in Serie B della sua squadra, nell'estate 2007 viene ceduto al Frosinone in prestito con diritto di riscatto. Nel giugno 2008 la società ciociara riscatta il suo cartellino. Chiude la carriera in Serie C nel Barletta.

##### La conclusione al Barletta
L'11 luglio 2011 passa al Barletta, in Lega Pro Prima Divisione, dove chiuderà la propria carriera da calciatore. Debutta con la maglia biancorossa il 7 agosto in Barletta-Carrarese (0-1) del primo turno di Coppa Italia, giocando da titolare.

#### Nazionale
Nell'ottobre del 2005 è convocato in nazionale da Marcello Lippi come terzo portiere nella gara ufficiale contro la Moldavia, disputata al Via del mare di Lecce, città della squadra in cui Sicignano militava.

### Preparatore portieri

#### Palermo
Terminata l'attività agonistica, il 31 luglio 2012 diventa il preparatore dei portieri della Primavera del Palermo, tornando nella squadra in cui aveva giocato.
Il 12 giugno 2015 il club rosanero annuncia che, a partire dal 1º luglio, Sicignano sostituirà Franco Paleari nel ruolo di preparatore dei portieri della prima squadra del Palermo.
Durante quest'esperienza ha allenato: Stefano Sorrentino, Simone Colombi, Fabrizio Alastra, Josip Posavec, Andrea Fulignati, Leonardo Marson, Alberto Pomini, Alberto Brignoli, Luca Maniero e Lorenzo Avogadri.
Dopo quasi 4 anni, nel giugno del 2019, in seguito all'arrivo di Pasquale Marino come nuovo allenatore del Palermo, lascia la squadra siciliana.

#### Empoli
Da metà novembre 2019 e fino al 2020, è il preparatore dei portieri dell'Empoli, salvo poi ritornare a ricoprire il ruolo dal 2021.

## Statistiche

### Presenze e reti nei club
| Stagione         | Squadra          | Campionato       | Campionato | Campionato | Coppe nazionali | Coppe nazionali | Coppe nazionali | Coppe continentali | Coppe continentali | Coppe continentali | Altre coppe | Altre coppe | Altre coppe | Totale | Totale |
| Stagione         | Squadra          | Comp             | Pres       | Reti       | Comp            | Pres            | Reti            | Comp               | Pres               | Reti               | Comp        | Pres        | Reti        | Comp   | Pres   |
| ---------------- | ---------------- | ---------------- | ---------- | ---------- | --------------- | --------------- | --------------- | ------------------ | ------------------ | ------------------ | ----------- | ----------- | ----------- | ------ | ------ |
| 1993-1994        | Palermo          | B                | 0          | 0          | CI              | 0               | 0               | -                  | -                  | -                  | -           | -           | -           | 0      | 0      |
| 1994-1995        | Palermo          | B                | 5          | -11        | CI              | 0               | 0               | -                  | -                  | -                  | -           | -           | -           | 5      | -11    |
| 1995-1996        | Palermo          | B                | 3          | -1         | CI              | 0               | 0               | -                  | -                  | -                  | -           | -           | -           | 3      | -1     |
| 1996-1997        | Palermo          | B                | 20         | -28        | CI              | 0               | 0               | -                  | -                  | -                  | -           | -           | -           | 20     | -28    |
| 1997-1998        | Palermo          | C1               | 2          | -1         | CI+CI-C         | 0+8             | -8              | -                  | -                  | -                  | -           | -           | -           | 10     | -9     |
| 1998-1999        | Palermo          | C1               | 31+2       | -23 + -2   | CI-C            | 3               | -2              | -                  | -                  | -                  | -           | -           | -           | 36     | -27    |
| 1999-2000        | Palermo          | C1               | 31         | -21        | CI+CI-C         | 5+1             | -13             | -                  | -                  | -                  | -           | -           | -           | 37     | -34    |
| 2000-2001        | Palermo          | C1               | 25         | -27        | CI-C            | 4               | -2              | -                  | -                  | -                  | SL-C1       | 0           | 0           | 29     | -29    |
| 2001-2002        | Palermo          | B                | 35         | -48        | CI              | 3               | -1              | -                  | -                  | -                  | -           | -           | -           | 38     | -49    |
| 2002-2003        | Palermo          | B                | 30         | -30        | CI              | 3               | -2              | -                  | -                  | -                  | -           | -           | -           | 33     | -32    |
| Totale Palermo   | Totale Palermo   | Totale Palermo   | 182+2      | -190 + -2  |                 | 27              | -28             |                    | -                  | -                  |             | 0           | 0           | 211    | -220   |
| 2003-gen. 2004   | Parma            | A                | 1          | 0          | CI              | 2               | -2              | CU                 | 2                  | 0                  | -           | -           | -           | 5      | -2     |
| gen.-giu. 2004   | Lecce            | A                | 18         | -23        | CI              | -               | -               | -                  | -                  | -                  | -           | -           | -           | 18     | -23    |
| 2004-2005        | Lecce            | A                | 36         | -71        | CI              | 0               | 0               | -                  | -                  | -                  |             | -           | -           | 36     | -71    |
| 2005-2006        | Lecce            | A                | 24         | -40        | CI              | 1               | -1              | -                  | -                  | -                  | -           | -           | -           | 25     | -41    |
| Totale Lecce     | Totale Lecce     | Totale Lecce     | 78         | -134       |                 | 1               | -1              |                    | -                  | -                  |             | -           | -           | 79     | -135   |
| 2006-2007        | Chievo           | A                | 17         | -24        | CI              | 0               | 0               | UCL+CU             | 2+1                | -4 + -1            | -           | -           | -           | 20     | -29    |
| 2007-2008        | Frosinone        | B                | 37         | -52        | CI              | 1               | -6              | -                  | -                  | -                  | -           | -           | -           | 38     | -58    |
| 2008-2009        | Frosinone        | B                | 20         | -22        | CI              | 0               | 0               | -                  | -                  | -                  | -           | -           | -           | 20     | -22    |
| 2009-2010        | Frosinone        | B                | 33         | -53        | CI              | 2               | -1              | -                  | -                  | -                  | -           | -           | -           | 35     | -54    |
| 2010-2011        | Frosinone        | B                | 22         | -31        | CI              | 0               | 0               | -                  | -                  | -                  | -           | -           | -           | 22     | -31    |
| Totale Frosinone | Totale Frosinone | Totale Frosinone | 112        | -158       |                 | 3               | -7              |                    | -                  | -                  |             | -           | -           | 115    | -165   |
| 2011-2012        | Barletta         | 1D               | 13         | -11        | CI+CI-LP        | 1+0             | -1              | -                  | -                  | -                  | -           | -           | -           | 14     | -12    |
| Totale carriera  | Totale carriera  | Totale carriera  | 403+2      | -515 + -2  |                 | 34              | -39             |                    | 5                  | -5                 |             | 0           | 0           | 444    | -542   |

## Palmarès
- Campionato italiano Serie C1: 1

Palermo: 2000-2001